# 拉布蒂專區

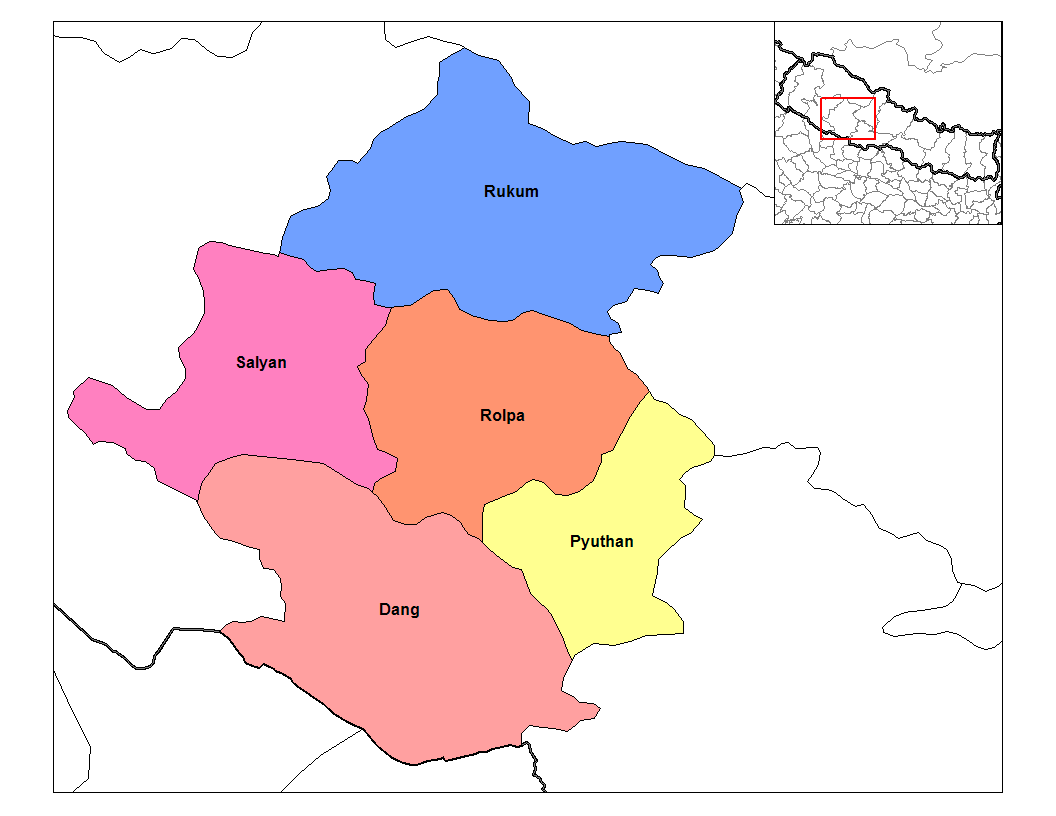

拉布蒂專區是尼泊爾的十四個行政專區之一，位於該國西南部，首府杜爾西布爾，北接格爾納利專區，東臨道拉吉里專區和藍毗尼專區，南毗印度，西鄰佩里專區，下分5個縣，面積10,482平方公里，2001年人口1,286,806。
28°20′N 82°30′E / 28.333°N 82.500°E